# 詹姆斯·安德森 (网球运动员)
詹姆斯·安德森（英語：James Anderson，1894年9月17日—1973年12月22日），澳大利亚男子网球运动员。他曾获得澳大利亚网球公开赛男子单打冠军、男子双打冠军、温布尔登网球锦标赛男子双打冠军。